# Rhyacophila carolae
Rhyacophila carolae là một loài Trichoptera trong họ Rhyacophilidae. Chúng phân bố ở miền Tân bắc.